# Malapascua
L'île de Malapascua est une île de la mer des Philippines, dans la région des Visayas centrales, au centre de l'archipel des Philippines. Située en mer des Camotes, une mer intérieure de l'archipel et comprise dans la mer des Philippines, elle est localisée dans un détroit peu profond de la pointe nord de l'île de Cebu. Elle fait partie administrativement du barangay insulaire de Logon, de la municipalité de Daanbantayan et de la province de Cebu. Malapascua est une petite île, d'environ 2,5 km de long et 1 km de large, et dispose de neuf hameaux.

## Histoire
Le nom "Malapascua" aurait été donné à l'île par des Espagnols dont le navire aurait été bloqué dans l'île le jour de Noël, le 25 décembre 1520, en raison du mauvais temps. En raison de leur malheur d'avoir à passer Noël loin de leurs camarades et de leur famille, coincés dans une île déserte, les Espagnols auraient appelé l'île Mala Pascua, qui signifie littéralement "Mauvaise Pâques". Il subsiste néanmoins des discussions quant à l’origine de ce nom. "Mal" veut dire "mauvais" en cebuano, "pasco" veut dire "noël" en cebuano et "pascua" se dit "printemps" en espagnol. Malgré tout, les Espagnols et les étrangers se réfèrent désormais à l'île de Malapascua, tandis que les résidents locaux insistent pour que leur île soit appelée "Logon".

## Géographie

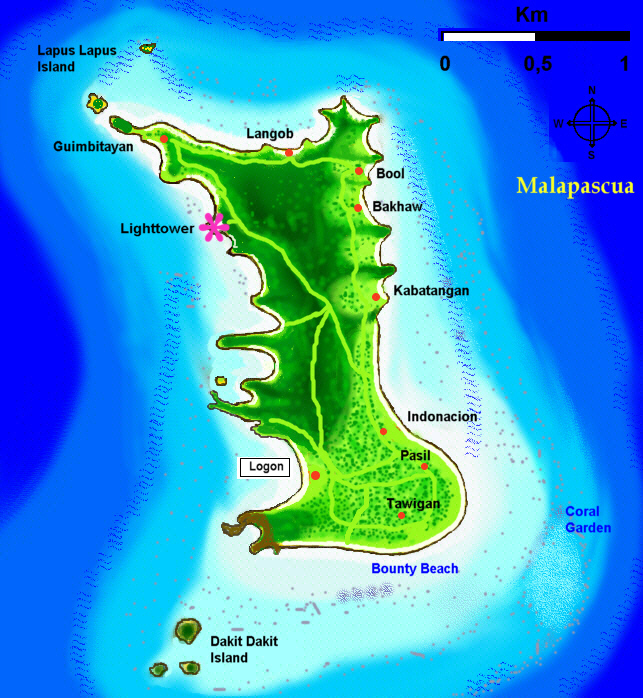
Villages de l'île de Malapascua

Malapascua est une île de corail avec de nombreuses plages de sable et des falaises de calcaire que l'on trouve principalement sur la côte ouest de l'île. L'île possède de magnifiques jardins de coraux et des sites de plongée réputés, y compris un plateau sous-marin fréquenté par des requins renards et des raies manta.
L'île compte environ 5 000 habitants. Le barangay de Logon est constitué de neuf villages: Logon (village principal), Tawigan, Pasil, Indonacion, Kaba TANGAN, Bakhaw, Bool, Langob et Guimbitayan. 
La population vit principalement de la pêche et de plus en plus du tourisme. Il n'y a pas d'industrie importante sur l'île, mais une école primaire et une école secondaire. 
L'île est sans voitures et sans routes asphaltées.

## Tourisme
Depuis plusieurs années, l'île est de plus en plus exploitée par le tourisme, avec le développement de stations balnéaires et d'écoles de plongée sous-marine. De manière semblable à d'autres îles de la région, les indigènes étaient historiquement tributaires de la pêche en tant que source de subsistance. Les produits agricoles tels que le maïs et le riz étaient en général fournis par les îles voisines, telles que Cebu et Leyte. Avec l'augmentation de la population et la diminution des stocks de poissons, le tourisme a pris le relai. Aujourd'hui, la majorité des habitants de l'île sont directement ou indirectement liés à l'activité touristique, qui se développe rapidement. La croissance du tourisme a également augmenté l'immigration locale sur l'île, donc la demande de logements. L'absence d'un quai pour des bateaux plus grands - en raison de contraintes financières - permet pour l'instant de limiter cette croissance de l'activité touristique.

## Galerie

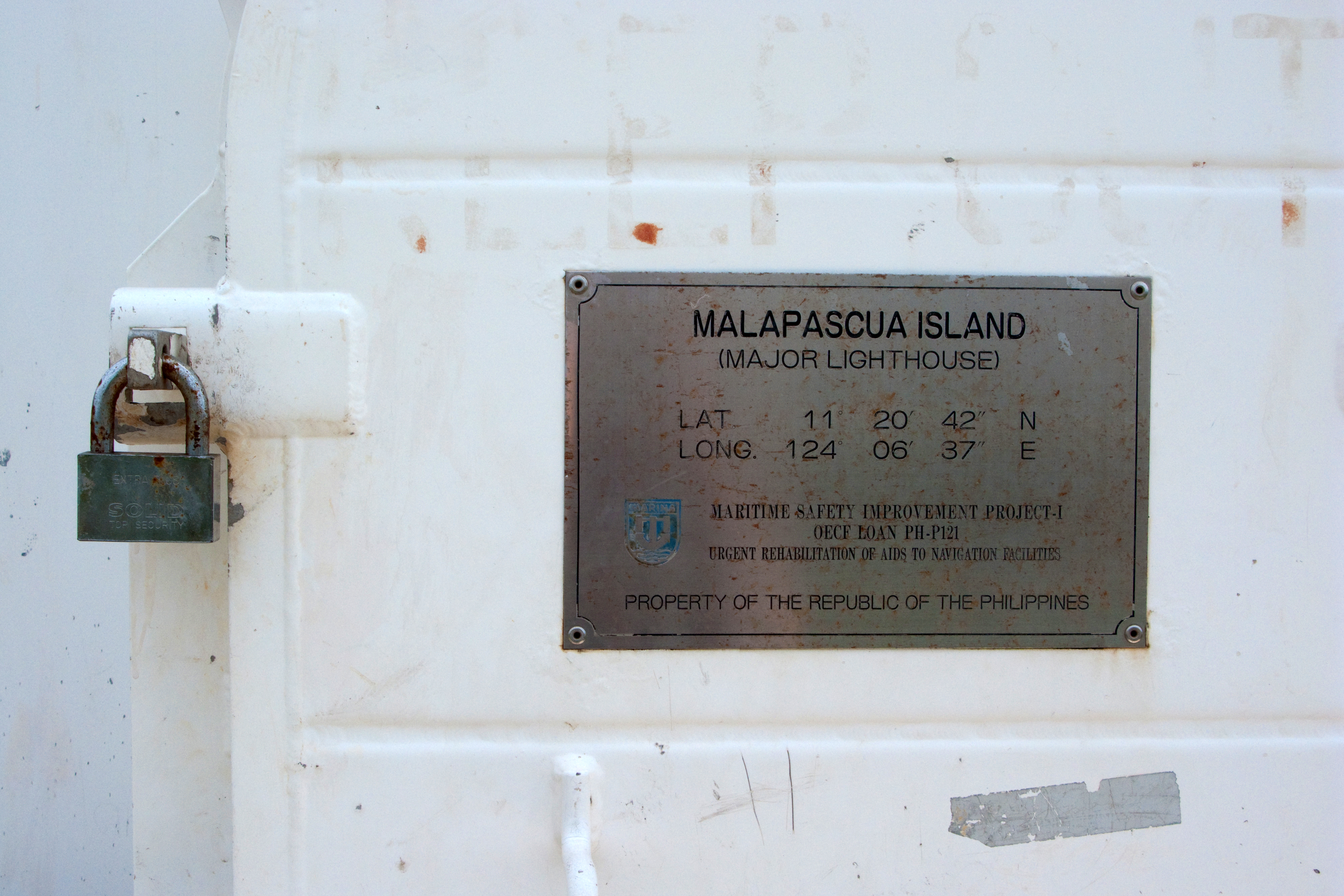
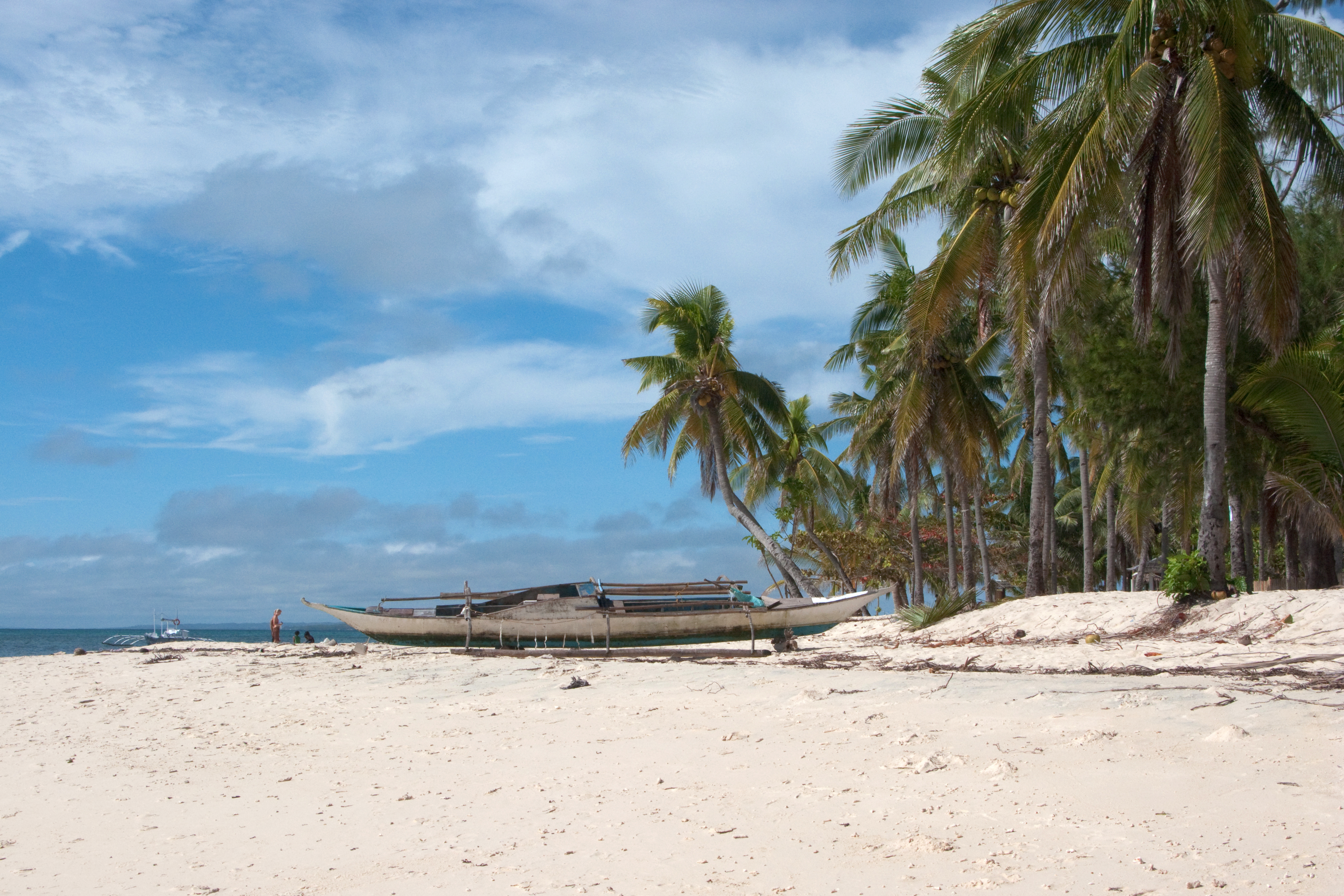
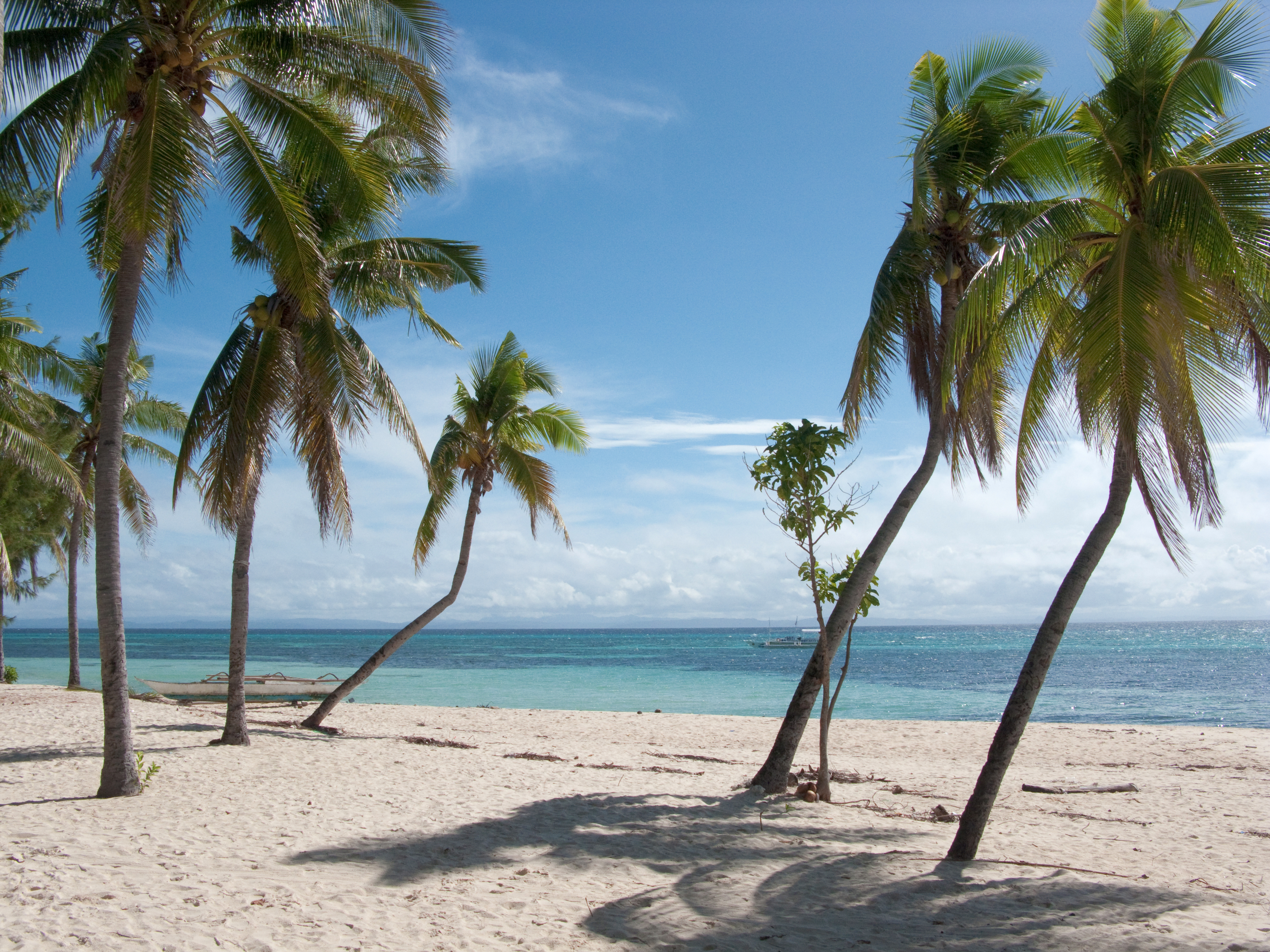
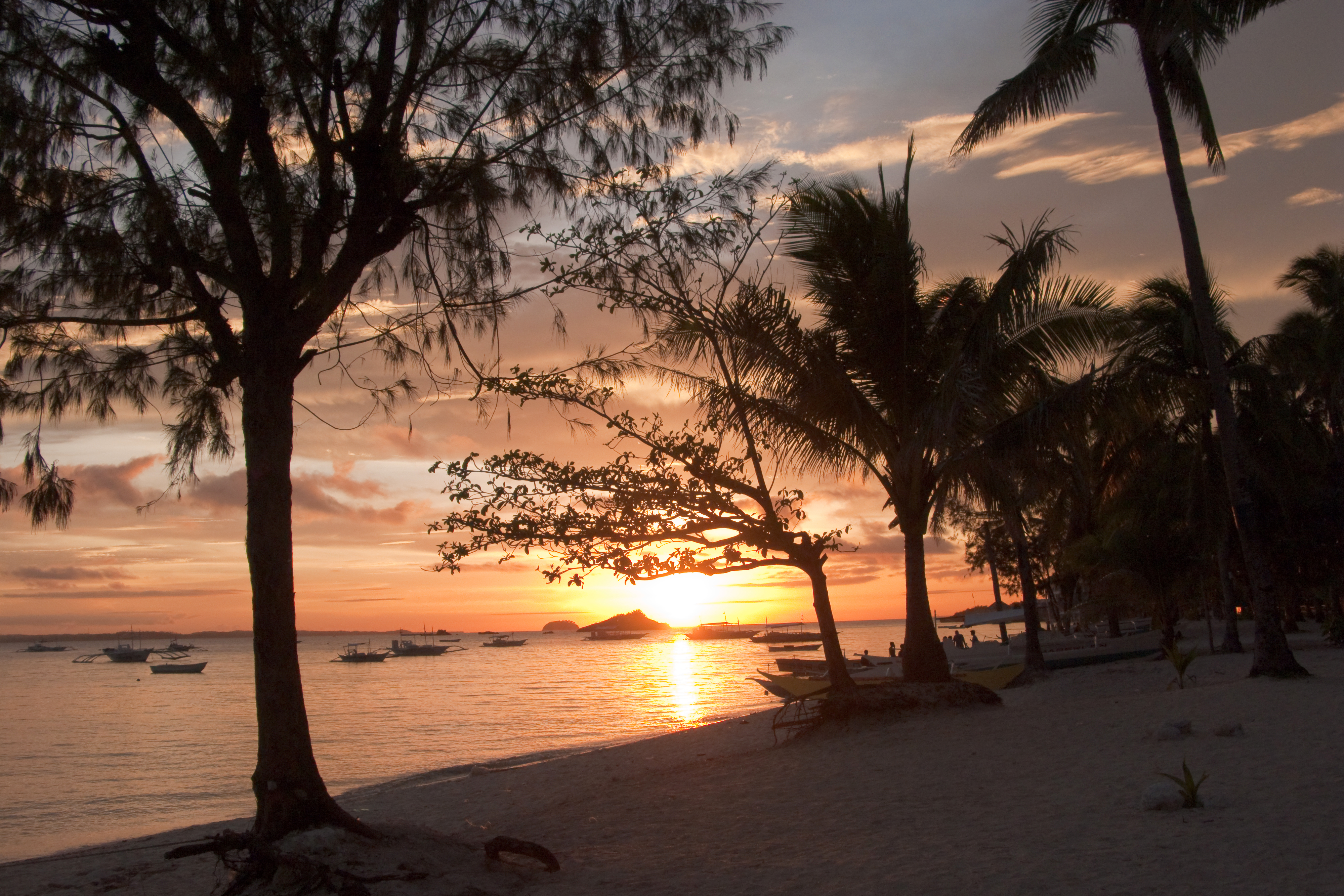
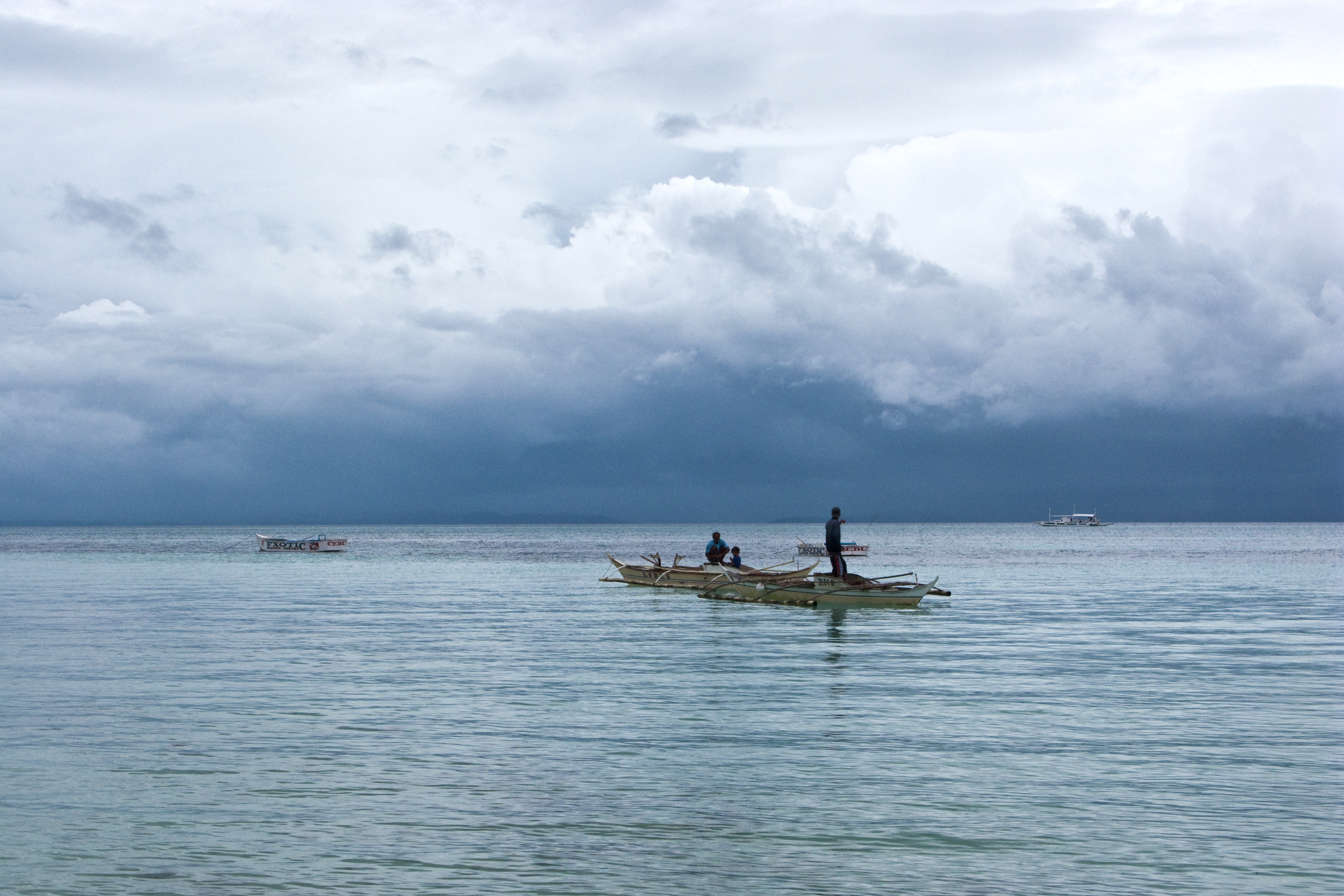